# Mutación (álgebra)
En la teoría de álgebras sobre un cuerpo, la mutación es una construcción de una nueva operación binaria relacionada con la multiplicación del álgebra. En casos específicos, se refiere al álgebra resultante como un homótopo o un isótopo del original.

## Definiciones
Deja a {\displaystyle A} ser un álgebra sobre un cuerpo {\displaystyle F} con multiplicación (sin asumir que sea asociativa) denotada por yuxtaposición. Por un elemento {\displaystyle a} de {\displaystyle A}, defina al homótopo-{\displaystyle a} izquierdo como una álgebra con multiplicación.
{\displaystyle x*y=(xa)y}
Similarmente define la mutación {\displaystyle (a,b)} izquierda {\displaystyle A(a,b)}
{\displaystyle x*y=(xa)y-(yb)x}
El homótopo derecho y la mutación es definida análogamente. Ya que la mutación {\displaystyle (p,q)} derecha de {\displaystyle A} es la mutación {\displaystyle (-q,-p)} izquierda del álgebra opuesta hacia {\displaystyle A}, es suficiente para estudiar las mutaciones izquierdas.
Si {\displaystyle A} es un álgebra unital y {\displaystyle a} es invertible, nos referimos al isótopo por {\displaystyle a}.

## Propiedades
- Si {\displaystyle A} es asociativa, entonces también lo es cada homótopo de {\displaystyle A}, y cada mutación de {\displaystyle A} es Lie-admisible.
- Si {\displaystyle A} es alternativa, entonces también lo es cada homótopo de {\displaystyle A}, y cada mutación de {\displaystyle A} es Máltsev-admisible.
- Cada isótopo de un álgebra de Hurwitz es isomórfico al original.[1]
- Un homótopo de una álgebra de Bernstéin por un elemento cuya masa no sea cero es nuevamente una álgebra de Bernstéin.[2]

## Álgebra de Jordan
Un álgebra de Jordan es un álgebra conmutativa que sasisface la identidad de Jordan {\displaystyle (xy)(xx)=x(y(xx))}. El triple producto de Jordan está definido por
{\displaystyle \{a,b,c\}=(ab)c+(cb)a-(ac)b}
Para {\displaystyle y} en {\displaystyle A} la mutación o homótopo {\displaystyle A^{y}} está definido como el espacio vectorial {\displaystyle A} con multiplicación
{\displaystyle a\circ b=\{a,y,b\}}
y si {\displaystyle y} es invertible, se refiere a este como un isótopo. Un homótopo de un álgebra de Jordan es nuevamente un álgebra de Jordan, ya que la isotopía define una relación equivalente. Si {\displaystyle y} es nuclear, entonces el isótopo por {\displaystyle y} es isomórfico al original.